# Тристаннид пентаиттрия
Тристаннид пентаиттрия — бинарное интерметаллическое неорганическое соединение
иттрия и олова
с формулой Y5Sn3,
кристаллы.

## Получение
- Сплавление стехиометрических количеств чистых веществ:

{\displaystyle {\mathsf {5Y+3Sn\ {\xrightarrow {1940^{o}C}}\ Y_{5}Sn_{3}}}}

## Физические свойства
Тристаннид пентаиттрия образует кристаллы
гексагональной сингонии,
пространственная группа P 63/mmc,
параметры ячейки a = 0,8902 нм, c = 0,6536 нм, Z = 2,
структура типа трисилицида пентамарганца Mn5Si3
.
Соединение конгруэнтно плавится при температуре 1940°C .